# Mamadou Niang
Mamadou Niang (Matam, 13 de outubro de 1979) é um ex-futebolista senegalês que atuava como atacante.

## Carreira
Após começar no futebol nas divisões da base do Le Havre, foi contratado profissionalmente pelo Troyes. Não fez muito sucesso no clube e foi emprestado em 2003 ao Metz.
Após se destacar em alguns jogos, o Metz tentou a contratação em definitivo do atacante, porém Niang foi comprado pelo Strasbourg. Nas duas temporadas no clube, fez parcerias de ataque com Danijel Ljuboja e Mickaël Pagis, marcando muitos gols e chamando atenção de outros clubes.
Em 2005, foi contratado pelo Olympique de Marseille, numa transferência de 7 milhões de euros. Nas cinco temporadas que passou na equipe de Marselha, se tornou ídolo do clube, marcando exatos 100 gols com a camisa azul e branca. Depois de ser artilheiro e capitão na campanha do título francês de 2009-10, quebrando um tabu de 18 anos do clube, foi contratado pelo Fenerbahçe, em 2010.

### Seleção Senegalesa
Desde 2004, defendeu a Seleção de seu país, tendo participado de três Copas das Nações Africanas. Representou o elenco da Seleção Senegalesa de Futebol no Campeonato Africano das Nações de 2012.

## Títulos
Strasbourg
- Copa da Liga Francesa: 2004-05

Olympique de Marseille
- Copa da Liga Francesa: 2009-10
- Campeonato Francês: 2009-10
- Supercopa da França: 2010